# .NET (Oberbegriff)

.NET-Logo

.NET [ˈdɔtnɛt], teilweise auch als Microsoft .NET bezeichnet, dient als Oberbegriff für mehrere von Microsoft herausgegebene Software-Plattformen, die der Entwicklung und Ausführung von Anwendungsprogrammen dienen, Produkte, Frameworks, Programmiersprachen und alles, was mit den genannten in Verbindung steht, etwa Werkzeuge und Techniken.
Die Veröffentlichung der .NET-Plattform wurde von Microsoft erstmals im Jahr 2000 offiziell bekanntgegeben. 2002 wurde das Framework dann als Teil von Visual Studio .NET veröffentlicht.
Die Bedeutung der einzelnen Teile und Techniken, die .NET umfasst, hat sich im Laufe der Zeit gewandelt. Folgende Frameworks spielen eine herausgehobene Rolle in der Praxis:
- das aktuelle .NET in der Version 9[4] wird auf verschiedenen Plattformen unterstützt. Es wurde mehrere Jahre parallel unter der Bezeichnung .NET Core entwickelt. → Hauptartikel: .NET (Plattform)
- das nur unter Windows unterstützte klassische .Net-Framework, das mit der Version 4.8.1 im August 2022 zuletzt ein kleines Update erhielt.[5]
- die Plattform Mono und darauf basierende Techniken (von Microsoft meist als Xamarin bezeichnet). Diese unterstützt seit längerem .NET auf verschiedenen Plattformen (in der Vergangenheit jedoch oft unvollständig implementiert[6]). Die Plattform Mono soll 2022 mit dem aktuellen .NET zusammengeführt werden („One .NET“).[7]

## .Net-Implementierungen

### .Net-Framework
Die Begriffe .NET und .Net-Framework werden oft synonym verwendet. Obwohl es eine Reihe von verwandten, aber unterschiedlichen Frameworks gibt, war mit dem Begriff .NET oder .Net-Framework oft das klassische Framework gemeint, welches auch nur unter den Windows-Betriebssystemen lauffähig ist.
Wichtigste Teil-Frameworks:
- Entity Framework (früher: ADO.NET Entity Framework)
- ASP.NET
  - ASP.NET MVC
- ADO.NET
- Windows Forms
- Windows Presentation Foundation
- Windows Communication Foundation
- Windows Workflow Foundation

Die Klassenbibliothek des .Net-Framework ist seit 2014 als Shared Source, also als einsehbarer und für eigene Zwecke verwendbarer Code verfügbar.
Das .Net-Framework selbst enthält mehrere unterschiedliche Ausführungsmodelle bzw. .NET Varianten parallel, zwischen denen man bei der Entwicklung auswählen muss. Neben der klassischen Möglichkeit, Windows-Desktop-Anwendungen (Windows Desktop Apps) zu entwickeln, ist vor allem der seit Windows 8 und insbesondere Windows 10 unterstützte Typ Universal Windows Platform zu nennen (mehrere Vorgängerbezeichnungen wie Windows Store Apps, siehe Windows Store), da Windows in diesen Versionen selbst zwei verschiedene Anwendungstypen bzw. Benutzeroberflächen unterstützt.
Weiterhin ist das Konzept der Portable Class Libraries zu erwähnen. Dienten diese unter Visual Studio 2010 noch lediglich zur Portierbarkeit von .NET Code auf Silverlight, Windows Phone 7, oder Xbox 360, ist u. a. durch Xamarin die Portierung von mit dem .Net-Framework erzeugten Portable Class Libraries auf weitere Plattformen möglich, wie iOS, Android und macOS.
Mit der Veröffentlichung von .NET Core 3 wurde die Weiterentwicklung von .Net-Framework vorübergehend eingestellt, so dass Version 4.8 die letzte Hauptversion ist. Im August 2022 erschien jedoch noch ein kleineres Update auf 4.8.1.

### .NET (davor .NET Core)
Die 2015 erstmals vorgestellte Frame-Variante .NET Core war zunächst eine harte Abspaltung vom klassischen .Net-Framework. Diese wurde von Grund auf neu entwickelt und deckte in der ersten Version nur ungefähr 10 % der Funktionalität des klassischen .Net-Frameworks ab.
Primäre Entwurfsziele sind eine verbesserte Modularität, die leichtere Portierbarkeit auch auf Microsoft-fremde Plattformen sowie die Entwicklung als Open-Source-Projekt unter Beteiligung der weltweiten Entwicklergemeinschaft.
.NET Core war Teil der 2014 von Microsoft ausgerufenen Strategie „Cloud first, Mobile first“, und so konzentrierte man sich bei der Implementierung auch zunächst auf webbasierte Komponenten.
Die zunächst angekündigte Versionierung von .NET Core und seinen Komponenten als Version 5 des .Net-Frameworks wurde wieder zurückgenommen, da sich die ersten Versionen insbesondere aufgrund geringeren Funktionsumfanges sowie Produktreife nicht als Nachfolger der Versionen 4.5 oder 4.6 des klassischen .NET Frameworks eigneten.
Im Mai 2016 wurde angekündigt, .NET Core um mehr APIs zu erweitern, um die Kompatibilität zwischen den verschiedenen .Net-Frameworks zu verbessern, was für die .NET-Gemeinde eine der wichtigsten Nachrichten seit langem darstellte.
Wichtige Teil-Frameworks:
- ASP.NET Core
- Entity Framework Core

Seit November 2020 bildet .NET (unter Weglassung der Bezeichnung Core), einen gemeinsamen Nachfolger von .NET Core und .Net-Framework.

### Andere Implementierungen
- Xamarin, vormaliger Name: Mono, mit dem erstmals eine direkte Lauffähigkeit unter Unix, iOS, Android und macOS möglich wurde.
- .NET Compact Framework, erlangte primär eine Bedeutung für Pocket-PC-Geräte, die später von Windows Phone abgelöst wurden.
- .NET Micro Framework, das für Sensoren und Kleinstgeräte, etwa im Internet of Things, vorgesehen war, bevor .NET Core entwickelt wurde.
- Silverlight, das als portable Version von .NET, insbesondere für das Internet und als Konkurrenz u. a. zu Adobe Flash und Adobe Air vorgesehen war, bevor .NET Core entwickelt wurde.

## .NET Standard
.NET Standard (ehemals .NET Platform Standard) ist eine Spezifikation, die dafür sorgt, dass eine festgelegte Teilmenge der Programmierschnittstellen von .NET in den verschiedenen Implementierungen (.NET, .NET Core, Mono) einheitlich zur Verfügung steht. Dabei gibt es verschiedene Versionen von .NET Standard. Version 2.1 wird vom klassischen .Net-Framework nicht mehr unterstützt, da die Entwicklung vom letzteren eingefroren wurde und dieses von .NET Core abgelöst werden soll.
Um .NET Standard umzusetzen, wurden bestimmte Referenzassemblies samt ihren Programmierschnittstellen definiert, die von allen .NET-Implementierungen einheitlich bereitgestellt werden müssen. Die Nutzung geschieht mit Hilfe eines neuen Projekt-Typs, der NET Standard-Klassenbibliothek. Dieser ermöglicht, Klassenbibliotheken bereitzustellen, die auf .NET Standard basieren. Einmal für eine bestimmte Version von .NET Standard entwickelt und übersetzt, sind diese ohne Neukompilierung sogar in späteren Versionen der verschiedenen Laufzeitumgebungen verwendbar.
.NET Standard ersetzt die erwähnten Portable Class Libraries und steuert die API-Angleichung für .NET Core. Mit .NET Standard 2.0 ist ein wichtiger Kompatibilitätsschritt erreicht worden: „.NET Standard 2.0 wird von .NET Framework, .NET Core und Xamarin implementiert. Dadurch werden viele der vorhandenen APIs, an denen Interesse besteht, zu .NET Core hinzugefügt.“
Durch die Entwicklung gegen eine definierte Version von .NET Standard ist es .NET-Entwicklern einfacher möglich, auf eine für viele Zwecke ausreichende Untermenge von .NET-Funktionalitäten zu setzen, um dafür auf möglichst vielen Betriebssystemen und Geräten, etwa Handys und Spielkonsolen, lauffähig zu sein. Will man dagegen spezifische Implementierungen, etwa in Windows, erstellen, die auf anderen Geräten nicht direkt unterstützt werden (z. B. WPF), so muss man mit mehreren Projekten arbeiten und den plattformunabhängigen Teil der Anwendung in einer .NET Standard-Klassenbibliothek entwickeln.

## Ursprüngliche Bedeutung und Begriffsentwicklung

Altes Logo

Der Begriff .NET diente Microsoft bis etwa 2003 als zusammenfassender Vermarktungsbegriff, also als Schlagwort für neue, aber sehr unterschiedliche Produkte wie Betriebssysteme, Server und Office-Software. Später kam als Begriff die Konzentration auf die Softwareentwicklung. Oftmals bezeichnete .NET in der Folgezeit als Synonym das klassische .Net-Framework als „physisch“ herunterladbares Paket, obwohl streng genommen z. B. schon die Programmiersprache C# von der physischen Implementierung eines bestimmten Frameworks unabhängig ist.
In der Entstehungsphase von .NET Ende der 1990er, Anfang der 2000er Jahre bezeichnete Microsoft in offiziellen Präsentationen die .NET-Plattform auch als .NET-Initiative. Plattform bzw. Initiative wurden dabei als aus sechs Teilen bestehend beschrieben:
- .Net-Framework, beinhaltet im Wesentlichen Laufzeitumgebung, Klassenbibliothek und Compiler
- .NET Enterprise Server, beinhaltet Serverprodukte wie etwa BizTalk, Windows Server 2000 und SQL Server 2000
- .NET Device Software, dient der Unterstützung von Mobilgeräten und beinhaltet auch .NET Compact Framework, dessen Klassenbibliothek eine Untermenge des .Net-Frameworks enthält
- .NET My Services, auch bezeichnet als Hailstorm oder Building Blocks oder Foundation Services, beinhaltet auch Webservices, COM+-Dienste
- .NET Tools bzw. .NET Infrastructure and Tools, diese beinhalten vor allem die Entwicklungsumgebung Microsoft Visual Studio
- .NET User Experience

Später kamen, wie im Artikel beschrieben, weitere Framework-Varianten sowie insbesondere auch prinzipiell frameunabhängige Sprachkonzepte hinzu (siehe C#), so dass .NET heutzutage als Sammelbegriff für verwandte Techniken anzusehen ist.

## Open Source und .NET Foundation
Die .NET Foundation ist eine Organisation, die sich selbst als unabhängig bezeichnet und die die offene Entwicklung und Zusammenarbeit im .NET-System fördern will. Ihre Entstehung wurde erstmals 2014 öffentlich bekanntgegeben. Sie betreut zurzeit über 30 Open-Source-Entwicklungsprojekte, zu denen auch .NET Core und ASP.NET gehören, aber nicht das klassische .NET Framework.
Die neueren Teile der .NET-Technik sind damit offen und gehören nicht mehr proprietär alleine zu Microsoft, wie jahrelang von Anhängern anderer Techniken kritisiert. Gemeinsam mit den erwähnten Offenlegungen des klassischen .NET Frameworks sowie des Compilers und den ECMA-Standardisierungen sind damit wesentliche Bestandteile von .NET allgemein zugänglich.
Dem technischen Lenkungsausschuss (Technical Steering Group) gehören neben Microsoft auch Red Hat, JetBrains, Unity Technologies, Samsung und Google an. (Stand 10. Februar 2018)

## Common Language Infrastructure (CLI) und weitere ECMA-Standards
Microsoft hat bereits mit der ersten Version von .NET und C# eine internationale Standardisierung von Programmiersprache und Framework-Komponenten bei der Organisation Ecma erreicht. Hierdurch sollte eine Offenheit dokumentiert werden, und dass die .NET-Technik nicht ausschließlich als proprietär anzusehen ist. Mit der Unterstützung weiterer Plattformen außer Windows, insbesondere durch Xamarin und .NET 5, wurde dieser Weg fortgeführt.

## .NET-Programmiersprachen
Die beiden bekanntesten .NET-Programmiersprachen sind C# und Visual Basic .NET; auch die funktionale Sprache F# wird von Microsoft umfangreich unterstützt. Darüber hinaus sind erwähnenswert:

### JavaScript und .NET
Microsofts Unterstützung seiner proprietären JavaScript-Variante JScript .NET lief mit Visual Studio 2010 aus.
Seit Visual Studio 2013 wird auch JavaScript wieder als vollwertige Sprache unterstützt, welche jedoch keine .NET-Sprache ist. Dennoch steht in der Dokumentation zu Visual Studio 2015 der Satz: „JavaScript ist eine der Hauptprogrammiersprachen in Visual Studio.“ Hierdurch wird klar, dass .NET, etwa seit der Einführung von Windows 8, nur noch eine von mehreren von Microsoft verwendeten Techniken ist.
Der C#-Entwickler Anders Hejlsberg hat 2012 die JavaScript erweiternde Programmiersprache TypeScript vorgestellt. Technikpolitisch bedeutsam ist die Kooperation von Google und Microsoft, indem Google bei einer der 2015/2016 erfolgreichsten neuen Techniken, nämlich AngularJS, in der Version 2.0 diese Microsoft-Programmiersprache verwendete und eine eigene einstampfte.

### C++
Während man mit Visual Studio abseits von .NET schon immer in C++ programmieren konnte, war C++ in der .NET-Welt nie eine der Hauptsprachen. Jedoch gab es mit Managed C++ schon früh diesbezügliche Möglichkeiten. Mit C++/CLI hat Microsoft eine international standardisierte Spracherweiterung zu C++ geschaffen. Im Unterschied zu der Interop genannten Technik in .NET, die etwa Aufrufe zwischen C# und nativem C++ ermöglicht, lassen sich mit C++/CLI .NET-Objekte mit anderen .NET-Sprachen direkt übergeben.
Historisch und technisch interessant ist der Kommentar des C++-Schöpfers Bjarne Stroustrup dazu, der C++/CLI im Absatz seiner FAQ prominent erwähnt, wenn auch wenig begeistert: „However, I am less happy that C++/CLI achieves its goals by essentially augmenting C++ with a separate language feature for each feature of CLI.“

### Python
Für Python gibt es seit Visual Studio 2013 die „Python-Tools für Visual Studio (PTVS)“. Python wird in Visual Studio 2015 direkt als unterstützte Sprache genannt. Dabei werden mehrere Interpreter-Versionen, insbesondere CPython, IronPython und IPython unterstützt.

### Visual Basic
Historisch erwähnenswert ist, dass durch die Einführung der bis auf den Namen sehr unterschiedlichen Sprache Visual Basic .NET dessen Vorgänger Visual Basic 6 (VB6) in der .NET Welt und insbesondere in Visual Studio nicht mehr unterstützt wurde. Da diese eine der meist eingesetzten Programmiersprachen überhaupt war, war dies ein Problem und es kam zu Aufrufen in der Entwicklergemeinde, VB6 wieder zu unterstützen, jedoch vergeblich.
Microsoft stellte aber Migrationstools bereit. Die letzte Version, für die Migrationstools von Visual Basic nach .NET angeboten wurden, war Visual Studio 2010.

### Weitere .NET-Programmiersprachen
Es gibt eine große Anzahl von .NET-Sprachen, von denen manche jedoch nur experimentell sind und sich nicht zwangsläufig für den kommerziellen Einsatz eignen.